# Ronal de Jesús
Ronal de Jesús (n. Bolívar, Ecuador; 15 de marzo de 1986) es un futbolista ecuatoriano. Juega de centrocampista y su equipo actual es El Nacional de la Serie A de Ecuador.

## Trayectoria
Ronal inició su carrera como futbolista en Sociedad Deportivo Quito debutó en el 2005, en el 2009 pasa a El Nacional.

## Estadísticas

### Clubes
Actualizado al último partido disputado el 28 de mayo de 2023.
| Club                            | Div.          | Temporada     | Liga  | Liga  | Copas nacionales | Copas nacionales | Copas internacionales | Copas internacionales | Total | Total |
| Club                            | Div.          | Temporada     | Part. | Goles | Part.            | Goles            | Part.                 | Goles                 | Part. | Goles |
| ------------------------------- | ------------- | ------------- | ----- | ----- | ---------------- | ---------------- | --------------------- | --------------------- | ----- | ----- |
| Deportivo Quito · Ecuador       | 1.ª           | 2005          | 17    | 0     | —                | —                | —                     | —                     | 17    | 0     |
| Deportivo Quito · Ecuador       | 1.ª           | 2006          | 22    | 1     | —                | —                | —                     | —                     | 22    | 1     |
| Deportivo Quito · Ecuador       | 1.ª           | 2007          | 20    | 0     | —                | —                | —                     | —                     | 20    | 0     |
| Deportivo Quito · Ecuador       | 1.ª           | 2008          | 3     | 0     | —                | —                | —                     | —                     | 3     | 0     |
| Deportivo Quito · Ecuador       | Total club    | Total club    | 62    | 1     | 0                | 0                | 0                     | 0                     | 62    | 1     |
| El Nacional · Ecuador           | 1.ª           | 2009          | 6     | 0     | —                | —                | —                     | —                     | 6     | 0     |
| Deportivo Azogues · Ecuador     | 2.ª           | 2010          | 40    | 3     | —                | —                | —                     | —                     | 40    | 3     |
| Deportivo Azogues · Ecuador     | Total club    | Total club    | 40    | 3     | 0                | 0                | 0                     | 0                     | 40    | 3     |
| Liga de Loja · Ecuador          | 1.ª           | 2011          | 21    | 0     | —                | —                | —                     | —                     | 21    | 0     |
| Liga de Loja · Ecuador          | Total club    | Total club    | 21    | 0     | 0                | 0                | 0                     | 0                     | 21    | 0     |
| Valle del Chota · Ecuador       | 2.ª           | 2012          | 12    | 2     | —                | —                | —                     | —                     | 12    | 2     |
| Valle del Chota · Ecuador       | Total club    | Total club    | 12    | 2     | 0                | 0                | 0                     | 0                     | 12    | 2     |
| Imbabura S. C. · Ecuador        | 2.ª           | 2013          | 34    | 2     | —                | —                | —                     | —                     | 34    | 2     |
| Imbabura S. C. · Ecuador        | Total club    | Total club    | 34    | 2     | 0                | 0                | 0                     | 0                     | 34    | 2     |
| Técnico Universitario · Ecuador | 2.ª           | 2014          | 27    | 0     | —                | —                | —                     | —                     | 27    | 0     |
| Técnico Universitario · Ecuador | 2.ª           | 2015          | 16    | 1     | —                | —                | —                     | —                     | 16    | 1     |
| Técnico Universitario · Ecuador | Total club    | Total club    | 43    | 1     | 0                | 0                | 0                     | 0                     | 43    | 1     |
| Macará · Ecuador                | 2.ª           | 2016          | 36    | 2     | —                | —                | —                     | —                     | 36    | 2     |
| Macará · Ecuador                | 1.ª           | 2017          | 30    | 0     | —                | —                | —                     | —                     | 30    | 0     |
| Macará · Ecuador                | 1.ª           | 2018          | 41    | 8     | —                | —                | 0                     | 0                     | 41    | 8     |
| Macará · Ecuador                | Total club    | Total club    | 107   | 10    | 0                | 0                | 0                     | 0                     | 107   | 10    |
| Aucas · Ecuador                 | 1.ª           | 2019          | 14    | 0     | 2                | 2                | —                     | —                     | 16    | 2     |
| Aucas · Ecuador                 | Total club    | Total club    | 14    | 0     | 2                | 2                | 0                     | 0                     | 16    | 2     |
| El Nacional · Ecuador           | 1.ª           | 2019          | 13    | 0     | —                | —                | —                     | —                     | 13    | 0     |
| El Nacional · Ecuador           | 1.ª           | 2020          | 25    | 1     | —                | —                | 2                     | 0                     | 27    | 1     |
| El Nacional · Ecuador           | 2.ª           | 2021          | 15    | 4     | —                | —                | —                     | —                     | 15    | 4     |
| Cuniburo · Ecuador              | 3.ª           | 2022          | 1     | 0     | —                | —                | —                     | —                     | 1     | 0     |
| Cuniburo · Ecuador              | Total club    | Total club    | 1     | 0     | 0                | 0                | 0                     | 0                     | 1     | 0     |
| El Nacional · Ecuador           | 1.ª           | 2023          | 3     | 0     | 0                | 0                | 0                     | 0                     | 3     | 0     |
| El Nacional · Ecuador           | Total club    | Total club    | 62    | 5     | 0                | 0                | 2                     | 0                     | 64    | 5     |
| Total carrera                   | Total carrera | Total carrera | 396   | 24    | 2                | 2                | 2                     | 0                     | 400   | 26    |
| 1. 2.                           |               |               |       |       |                  |                  |                       |                       |       |       |

## Palmarés

### Campeonatos nacionales
| Título                       | Club     | País    | Año  |
| ---------------------------- | -------- | ------- | ---- |
| Serie B de Ecuador           | Macará   | Ecuador | 2016 |
| Segunda Categoría de Ecuador | Cuniburo | Ecuador | 2022 |